# Dobbins
Dobbins – jednostka osadnicza w Stanach Zjednoczonych, w stanie Kalifornia, w hrabstwie Yuba.